# Wilhelm Oechsli
Wilhelm Oechsli (Zürich, 6 oktober 1851 - Weggis, 26 april 1919) was een Zwitsers historicus.

## Biografie
Wilhelm Oechsli studeerde theologie en later geschiedenis in Zürich, Berlijn en Parijs, maar ook in Engeland en Nederland. In 1873 behaalde hij in Zürich een doctoraat. Van 1875 tot 1893 was hij leraar aan de hoge meisjesschool van Winterthur. In 1887 werd hij gewoon hoogleraar aan de Federale Polytechnische Hogeschool van Zürich. In 1893 werd hij vervolgens gewoon hoogleraar aan de Universiteit van Zürich.
Oechsli verwierf bekendheid vanwege zijn schoolboeken over de geschiedenis van de wereld en de geschiedenis van Zwitserland die hij opstelde in opdracht van de Regeringsraad van Zürich, de kantonnale regering. Hij slaagde erin het verband te leggen tussen volkse overleveringen, zoals de stichtingsmythes van Zwitserland, en een wetenschappelijk onderbouwde geschiedschrijving.

## Onderscheidingen
- Doctor honoris causa aan de Universiteit van Genève

## Werken
- Die Anfänge der Schweizerischen Eidgenossenschaft zur sechsten Säkularfeier des ersten ewigen Bundes vom 1. August 1291, Zürich, Ulrich, 1891.
- Geschichte der Schweiz im Neunzehnten Jahrhundert, 2 delen, Leipzig, S. Hirzel, 1903.
- History of Switzerland, 1499-1914, Cambridge, Cambridge University Press, 1922. Vertaald uit het Duits door Eden en Cedar Paul.

- Base de données des élites suisses: 67839
- Bibliothèque nationale de France: cb12764095c (data)
- Gemeinsame Normdatei: 11709708X
- Historisch woordenboek van Zwitserland: 027091
- International Standard Name Identifier: 0000 0000 8352 4942
- Library of Congress Control Number: no96000186
- Nationale Bibliotheek van Tsjechië: jo20221168237
- Nationale Bibliotheek van Israël: 987007284001605171
- Nationale Bibliotheek van Polen: a0000003061744
- Nederlandse Thesaurus van Auteursnamen: 148672965
- Système universitaire de documentation: 073318523
- Trove: 1058359
- Virtual International Authority File: 5057472
- WorldCat: E39PBJgxpmCPYTbqD6WPyrhWDq